# Antidorcas
Az Antidorcas az emlősök (Mammalia) osztályának párosujjú patások (Artiodactyla) rendjébe, ezen belül a tülkösszarvúak (Bovidae) családjába és az antilopformák (Antilopinae) alcsaládjába tartozó nem.

## Rendszerezés
A nembe az alábbi 1 élő faj és 3 fosszilis faj tartozik:
- †Antidorcas australis - késő pliocén-holocén
- †Antidorcas bondi - késő pliocén-holocén
- vándorantilop (Antidorcas marsupialis) (Zimmermann, 1780) - típusfaj; késő pleisztocén-jelen
- †Antidorcas recki - késő pliocén-késő pleisztocén; talán ebből fejlődött ki a mai faj[3][4]

### Fordítás
- Ez a szócikk részben vagy egészben  a   Springbok#Taxonomy_and_evolution című angol Wikipédia-szócikk ezen változatának fordításán alapul.  Az eredeti cikk szerkesztőit annak laptörténete sorolja fel. Ez a jelzés csupán a megfogalmazás eredetét és a szerzői jogokat jelzi, nem szolgál a cikkben szereplő információk forrásmegjelöléseként.